# Дубровська сільська рада (Ярунський район)
Дубровська сільська рада (Дубрівська сільська рада) — колишня адміністративно-територіальна одиниця та орган місцевого самоврядування в Ярунському (Пищівському) районі Волинської округи, Київської та Житомирської областей Української РСР з адміністративним центром у селі Дубровка.

## Населені пункти
Сільській раді на час ліквідації були підпорядковані населені пункти:
- с. Дубровка
- с. Дубровка

## Населення
Кількість населення ради, станом на 1923 рік, становила 1 110 осіб, кількість дворів — 223.
Кількість населення сільської ради, станом на 1924 рік, становила 1 148 осіб.

## Історія та адміністративний устрій
Створена 1923 року в складі с. Дубровка (Дубрівка) та колонії Дубровка (Дібрівка, Дубрівка) Пищівської волості Новоград-Волинського повіту Волинської губернії. 7 березня 1923 року увійшла до складу новоствореного Пищівського (згодом — Ярунський) району Житомирської (згодом — Волинська) округи.
Станом на 1 вересня 1946 року сільська рада входила до складу Ярунського району Житомирської області, на обліку в раді перебувало с. Дубровка. Кол. Дубровка в довіднику пропущена.
Ліквідована 11 серпня 1954 року, відповідно до указу Президії Верховної ради УРСР «Про укрупнення сільських рад по Житомирській області», територію та населені пункти приєднано до складу Красилівської сільської ради Ярунського району Житомирської області.